# Резово
Резово (болг. Резово) — село в Болгарии. Расположено на побережье Чёрного моря на границе с Турцией. Находится в Бургасской области, входит в общину Царево. Население составляет 80 человек.

## История
9 февраля 1948 года два истребителя Supermarine Spitfire LF Mk IX ВВС Турции пересекли болгаро-турецкую границу у села Резово и совершили вторжение в воздушное пространство страны, но были сбиты у города Созопол.

## Политическая ситуация
Резово подчиняется непосредственно общине и не имеет своего кмета.
Кмет (мэр) общины Царево — Георги Лапчев (ГЕРБ) по результатам выборов в правление общины.

## Ссылки

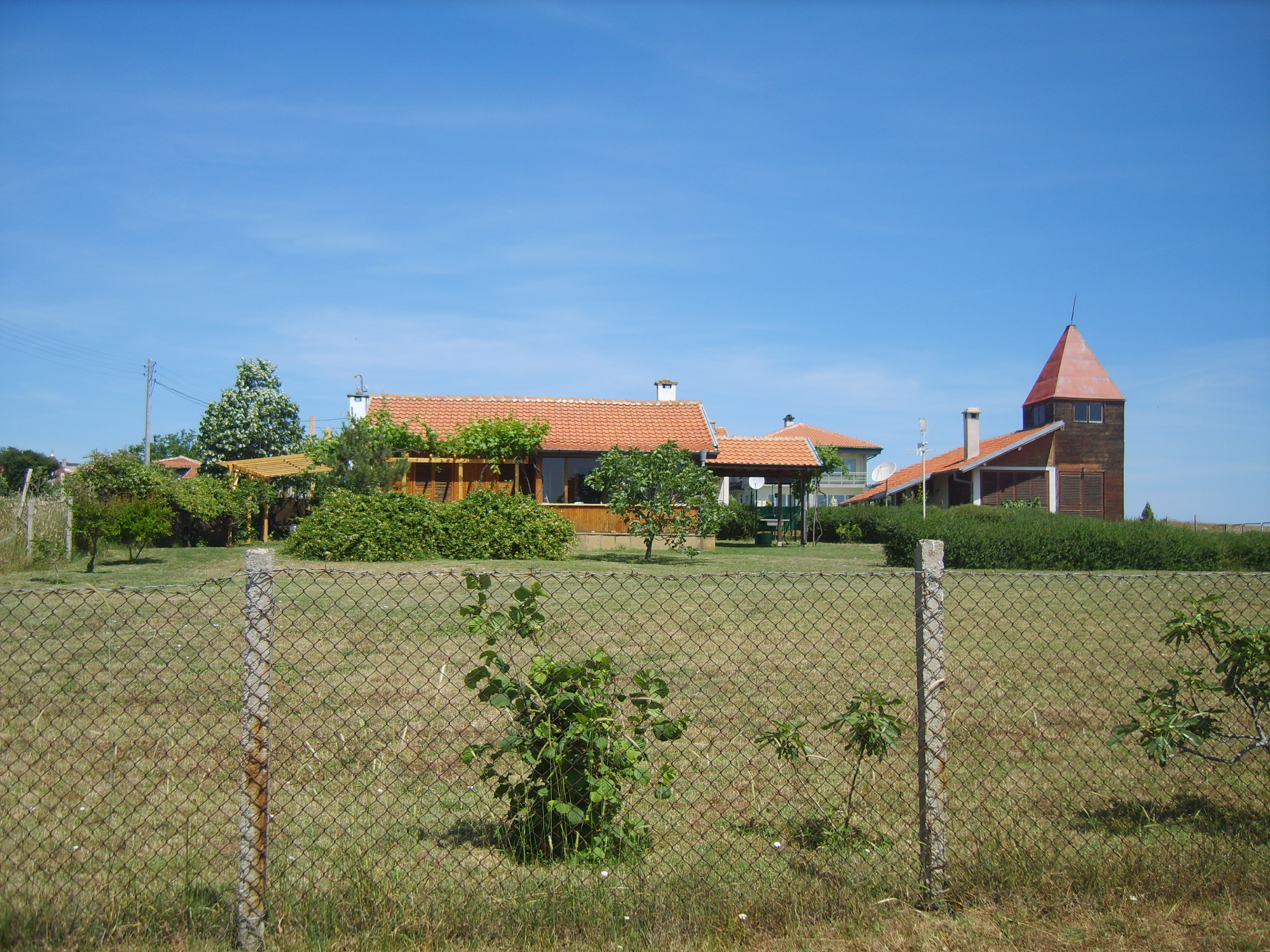
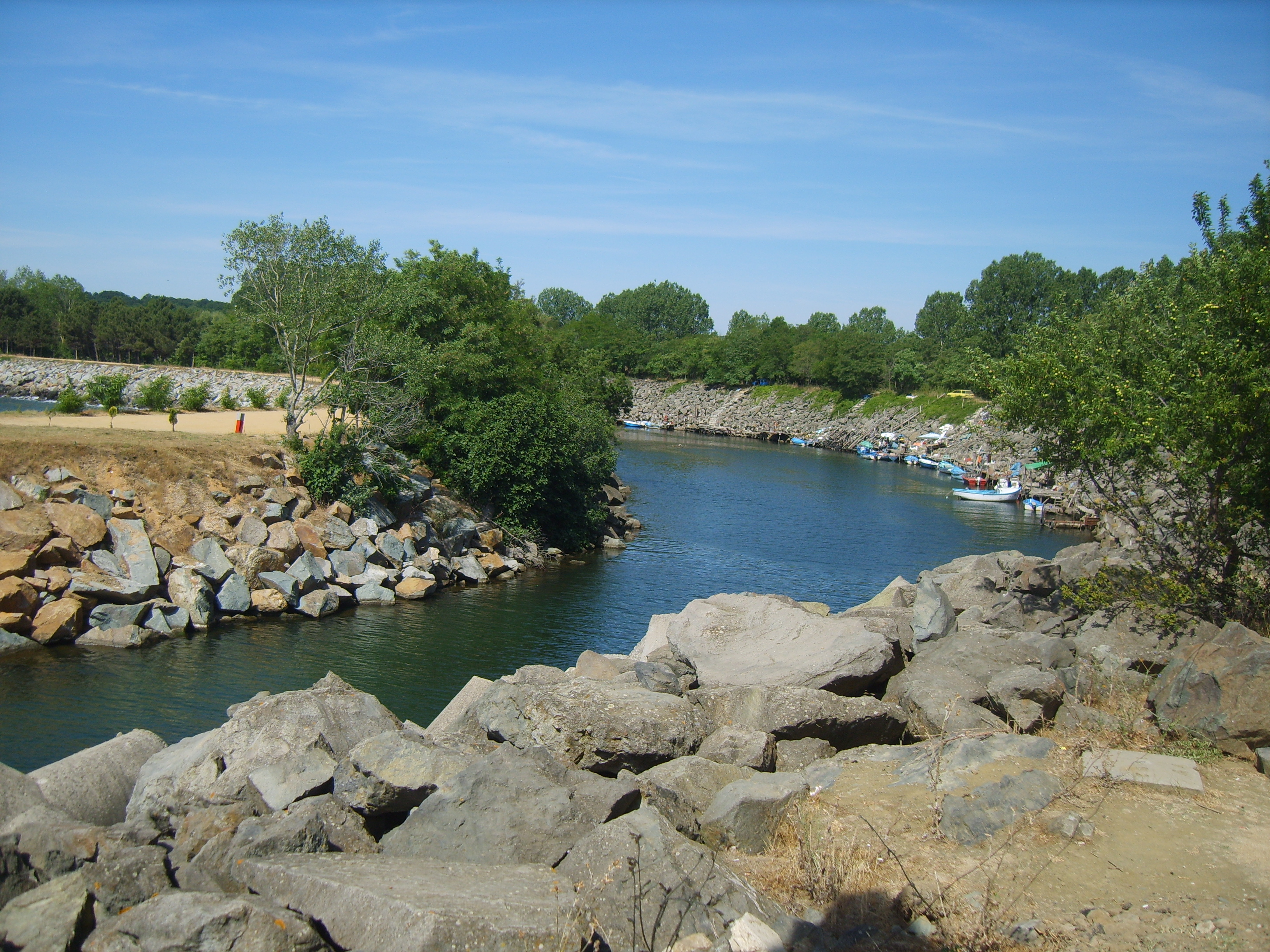
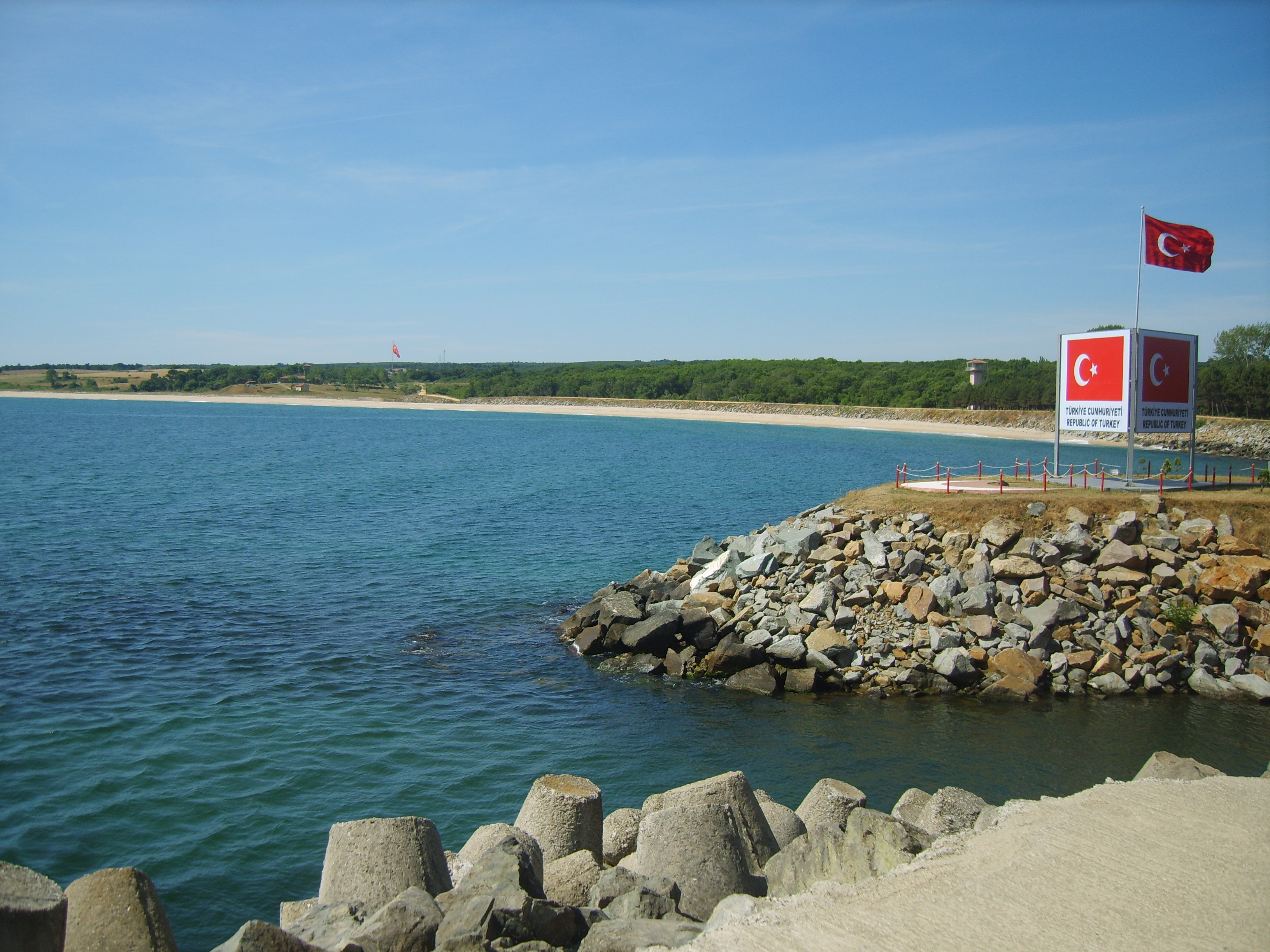
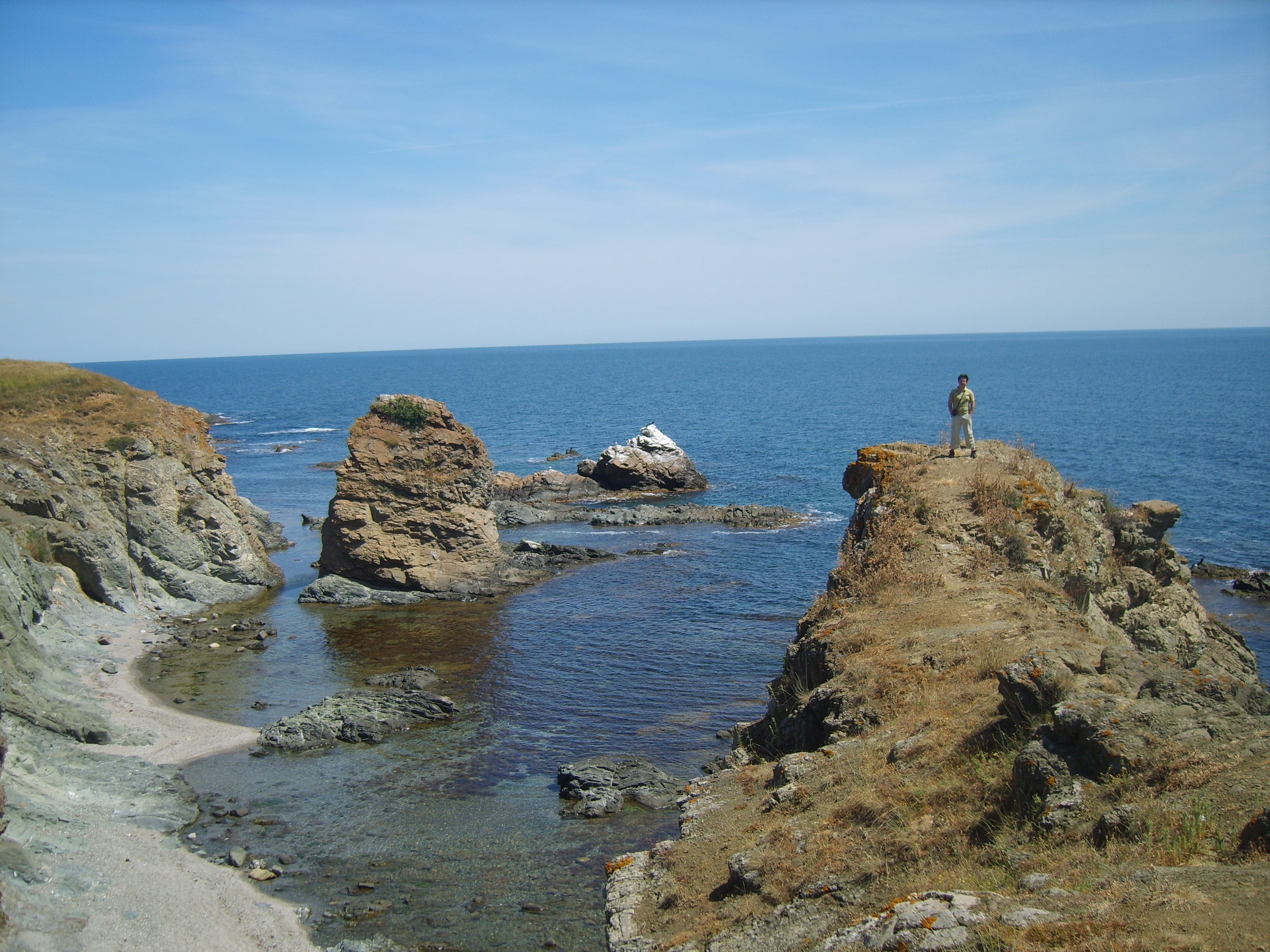
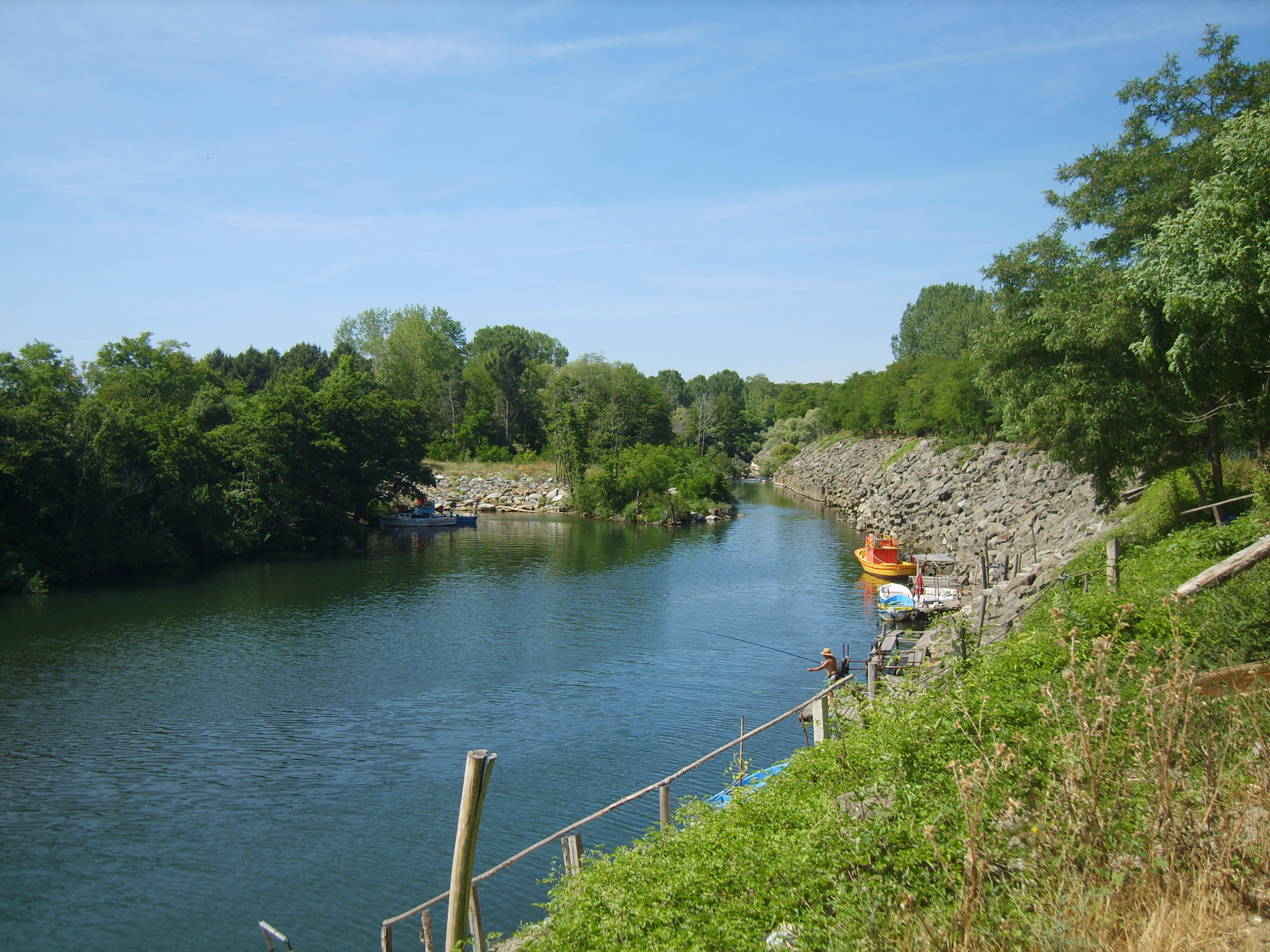